# Ernst von Schuch
Pour les articles homonymes, voir Schuch.
Ernst Edler von Schuch (né Ernst Gottfried Schuch le 23 novembre 1846 à Graz – mort le 10 mai 1914 à Niederlößnitz-Radebeul) est un chef d'orchestre autrichien, qui s'est fait connaître par sa collaboration avec Richard Strauss à l'opéra de la Cour de Dresde. 

## Biographie
Schuch étudia à Graz, en Autriche, puis à Vienne, auprès de Felix Otto Dessoff et débuta en 1867 en tant que maître de chapelle au Lobe-Theater de Breslau. Suivirent des contrats à Wurtzbourg (1868-1870), Graz (1870-1871) et Bâle, avant qu'il fût engagé en 1872 par Pollini à Dresde. Dans cette ville il fut à partir de 1872 directeur musical au Hofoper, à partir de 1873 maître de chapelle royale aux côtés de Julius Rietz, et par la suite aux côtés de Franz Wüllner. En 1882, il prit la direction du Hofoper avec le titre de conseiller aulique ; en 1889, il devint directeur général de la musique. En 1882 il s'installa à Niederlößnitz au 15/17 de la Weintraubenstraße (en 1883, à sa propre demande, elle fut rebaptisée rue Schuch). En 1898, il fut anobli par l'empereur d'Autriche, et en 1899 nommé au Conseil privé de Saxe. Du fait de son influence, on a parlé de l'« époque Schuch » dans l'histoire de l'opéra. 
Jusqu'en 1914, il ne quitta plus Dresde, mis à part des invitations à Berlin, Munich, Vienne et Paris, et il fit de son opéra un des principaux temples de la musique en Europe ; il créa un ensemble prestigieux et fit de son orchestre un des plus réputés du monde. Outre le répertoire de Richard Wagner, il dirigea les créations de Feuersnot (1901), Salomé (1905), Elektra (1909), Le Chevalier à la rose (1911), toutes de Richard Strauss, ainsi que les premières représentations en allemand de Puccini et Mascagni. On l'appréciait également pour diriger des concerts et dans ce domaine il s'imposait en particulier pour les œuvres orchestrales de Draeseke et de Strauss. 
Schuch était l'époux de la soprano coloratura Clementine von Schuch-Proska (de) (1850-1932), Elle était membre honoraire du Théâtre royal de cour. Sa fille, Liesel von Schuch], a chanté à Dresde et à Vienne.